# San Marino (Carpi)
San Marino  (San Maréin in dialetto locale) è una frazione di 2260 abitanti nel comune di Carpi, in provincia di Modena. È situato a circa 4 km dal proprio comune sulla strada statale 468 che collega Carpi alla bassa modenese e ferrarese.

## Storia
Menzionata già nel XII secolo, la chiesa del paese apparteneva all'antica dotazione di beni della pieve di Carpi. Nel secondo dopoguerra si è ampliata notevolmente raggiungendo e superando i 2 000 abitanti.

## Monumenti
- Chiesa parrocchiale di San Biagio. L'impianto originale della chiesa risale al sec.XI. Era in stile romanico a tre navate. La configurazione attuale a navata unica, è frutto di rilevanti trasformazioni avvenute nei sec. XVI e XVIII. La zona absidale fu completamente ricostruita nel primo 900, mentre il campanile venne eretto nel 1796, (1769) dopo la completa demolizione del preesistente, del quale si ignora l'epoca di costruzione. Quando nel 1961 si sono effettuati scavi per risanare e rifare il pavimento della chiesa, sono emerse le fondamenta dei pilastri e delle colonne romaniche della primitiva chiesa ma il tutto fu poi di nuovo interrato.
- Santuario della Madonna dei Ponticelli .L'origine è cinquecentesca. Lo testimonia l'immagine della Madonna col Bambino detta dei Ponticelli, dal nome della località fluviale, affresco dell'inizio del XVI secolo da assegnarsi a Bernardino Loschi. L'attuale edificio sacro fu costruito dal 1872 su disegno dell'architetto Achille Sammarini, secondo eleganti forme neoclassiche. È di piccole dimensioni, a pianta a croce greca su pilastri dorici e d'ispirazione classicheggiante. Ha un unico altare con paliotto in scagliola del XVIII secolo di Giovanni Pozzuoli e un'ancona anch'essa in scagliola dell'inizio del XVII secolo attribuita a Guido Fassi, contenente l'affresco della Madonna dei Ponticelli del Loschi, cui si accede tramite due scalinate laterali. Dal maggio 2005, ospita due opere del pittore carpigiano Alberto Rustichelli che illustrano le scene del miracolo di Ponticelli. Fu elevato al titolo di Santuario diocesano nel 1935.
- Pilastrino dell'apparizione. Si trova in via Cavi. Il miracolo riguarda la guarigione di una piccola sordomuta a cui apparve la Madonna nel XVI secolo.

## Eventi e manifestazioni
Si svolge dagli anni '70 la Sagra parrocchiale della Madonna dei Ponticelli a inizio settembre. Durante il mese mariano presso il Santuario diocesano di Ponticelli si celebra il rosario e funzioni religiosi con afflusso di pellegrini da tutta la diocesi.